# Kyle Martino
Kyle Hunter Martino (geboren op 19 februari 1981) is een Amerikaanse voormalige beroepsvoetballer die als middenvelder zeven seizoenen in de Major League Soccer speelde bij de Columbus Crew en Los Angeles Galaxy, en momenteel voetbalanalist en presentator is op televisie.

## Spelerscarrière

### Middelbare school
Martino ging naar de Staples High School in Westport, Connecticut, waar hij in het schoolelftal voetbalde en in 1998 na zijn laatste seizoen werd uitgeroepen tot Gatorade National Player of the Year.

### Universiteit
Martino studeerde aan de Universiteit van Virginia tussen 1999 en 2001. Hij speelde hier voor de Virginia Cavaliers, waarvoor hij 17 doelpunten scoorde en 21 assists gaf. In zijn eerste seizoen werd Martino uitgeroepen tot ACC Speler van het Jaar, en zowel in zijn tweede als derde seizoen was hij één van de 15 finalisten voor de Hermann Trophy, een prijs voor de beste universiteitsvoetballers van de Verenigde Staten.

### Professional
Na zijn studentencarrière nam Martino deel aan de 2002 MLS Superdraft, waar de Columbus Crew hem als achtste selecteerde. Hij maakte in zijn eerste seizoen 2 goals en gaf 5 assists in 22 optredens, waarmee hij werd uitgeroepen tot MLS Rookie of the Year Award. Het tweede seizoen als prof werd op sportief vlak een teleurstelling, want Martino ontwikkelde zich niet tot de dominante aanvallende kracht die velen van hem hadden verwacht. Desondanks behield hij een plaats in de basisopstelling van Columbus Crew. Ook in zijn derde seizoen begon hij niet voortvarend, maar dit veranderde vanaf het moment dat hij wisselde van aanvaller tot aanvallende middenvelder. In 2004 behaalde Columbus Crew onder leiding van Martino de langste ongeslagen reeks in de geschiedenis van de MLS. 
Begin 2006 werd Martino verkocht aan de LA Galaxy in een deal met vier spelers. Hij en John Wolyniec werden geruild voor Joseph Ngwenya en Ned Grabavoy. Tijdens de eerste wedstrijd van 2006 scoorde Martino in één van zijn laatste wedstrijden voor Columbus Crew uitgerekend tegen zijn nieuwe club LA Galaxy, het winnende doelpunt, en bezorgde hij daarmee zijn toekomstige teamgenoten een nederlaag. Na twee seizoenen in dienst van LA Galaxy werd zijn contract niet verlengd en ging Martino op proef bij NEC Nijmegen en Leeds United, maar bij beide clubs wist hij echter geen contract af te dwingen. Na enkele wedstrijden op een lager niveau te hebben gespeeld kondigde Martino op 19 februari 2008 zijn afscheid aan, nadat hij door artsen was geadviseerd dat de blessures die hij tijdens zijn carrière had opgelopen ernstig genoeg waren om met pensioen te gaan.

### International
Martino speelde in 2001 voor de Verenigde Staten op het WK onder 20 in Argentinië. Op 17 november 2002 maakte hij zijn debuut voor het nationale elftal met een 2-0 overwinning tegen El Salvador. Hij scoorde zijn enige interlanddoelpunt tegen Panama op 12 oktober 2005, in een WK-kwalificatiewedstrijd die met 2-0 werd gewonnen door de VS.

## Carrière na het voetbal
Tot het begin van het seizoen 2020/21 was Martino studioanalist van de Engelse Premier League voor NBC Sports. Daarvoor was hij analist van de MLS op de netwerken van ESPN. Naast het analyseren van voetbalwedstrijden was Martino ook een televisiepresentator van de televisieseries 36 Hours op de Travel Channel en NBC's Spartan Race.
Op 6 november 2017 kondigde Martino aan dat hij NBC Sports tijdelijk zou verlaten om zich kandidaat te stellen voor het presidentschap van de United States Soccer Federation in de verkiezingen van februari 2018. Zijn campagne was echter niet succesvol.

## Privé
Martino trouwde op 29 oktober 2011 met actrice Eva Amurri. Ze hebben drie kinderen: één dochter (Marlowe) en twee zonen (Major en Mateo).
Op 15 november 2019 maakte het stel bekend te gaan scheiden, en deze scheiding werd in maart 2020 afgerond voordat ze hun derde kind verwelkomden.